# Thalassodes ricinaria
Thalassodes ricinaria là một loài bướm đêm trong họ Geometridae.